# فاواف‌و-فوکر ۶۱۴
فوکر ۶۱۴-وی‌اف‌دابلیو (به انگلیسی: VFW-Fokker 614) یا وی‌اف‌دابلیو ۶۱۴ یک جت مسافربری دو موتوره است که توسط شرکت هواپیمایی آلمان غربی، وی‌اف‌دابلیو فوکر طراحی و ساخته شده‌است. این هواپیما، اولین هواپیمای جت مسافربری است که در آلمان غربی تولید شد. (Baade 152 تولید در آلمان شرقی اولین هواپیمای جت مسافربری تولید شده در آلمان است)
این هواپیما همچنین اولین هواپیمای مسافربری ساخت آلمان است که به مدت یک دهه تولید شده‌است.

## کاربران
دانمارک:
- سیمبر ایر دو هواپیما دریافت کرد.

 فرانسه

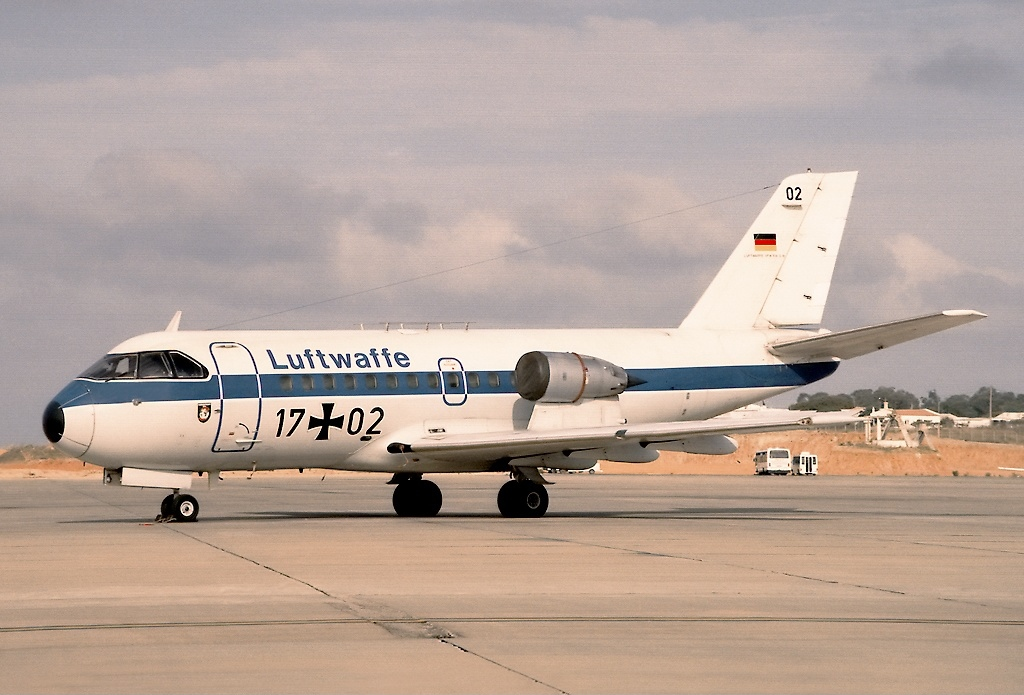
فوکر ۶۱۴-وی‌اف‌دابلیو نیروی هوایی آلمان

- Air Alsace سه هواپیما خریداری کرد.
- شرکت حمل و نقل هوایی Touraine Air Transport با هشت هواپیما کاربر اصلی بود.

 آلمان غربی
- نیروی هوایی آلمان غربی سه هواپیما دریافت کرد.

## ویژگی‌ها (وی‌اف‌دابلیو ۶۱۴)

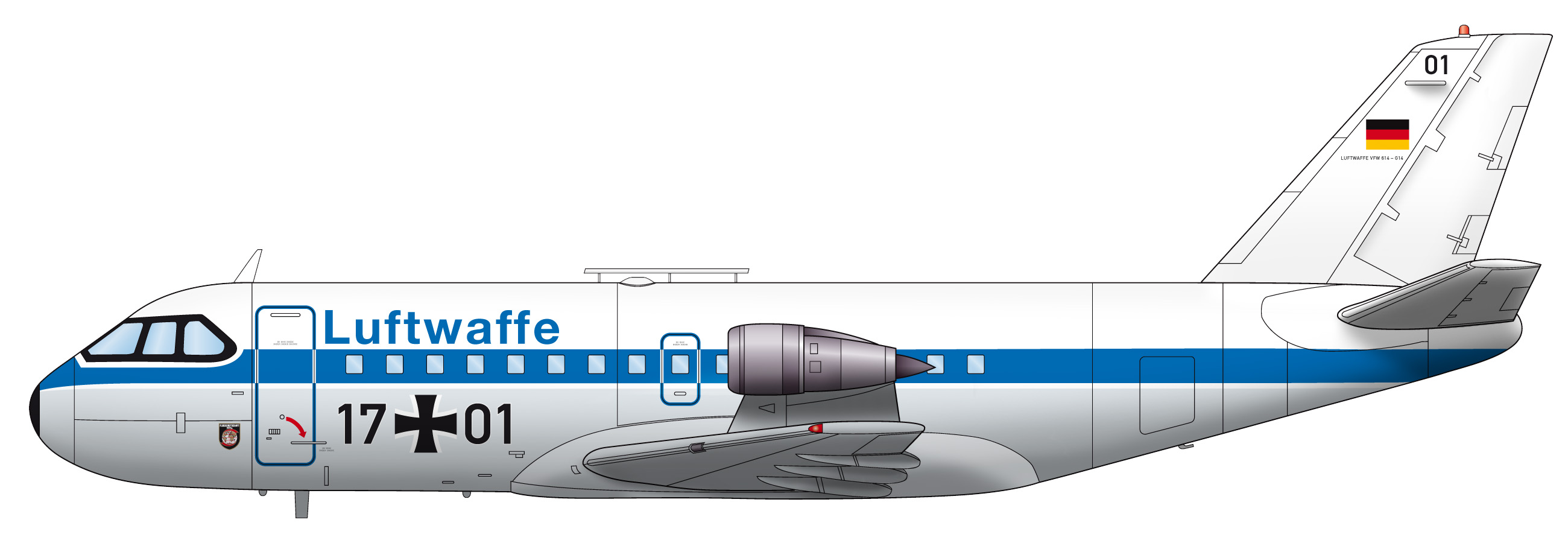
نمای کنار

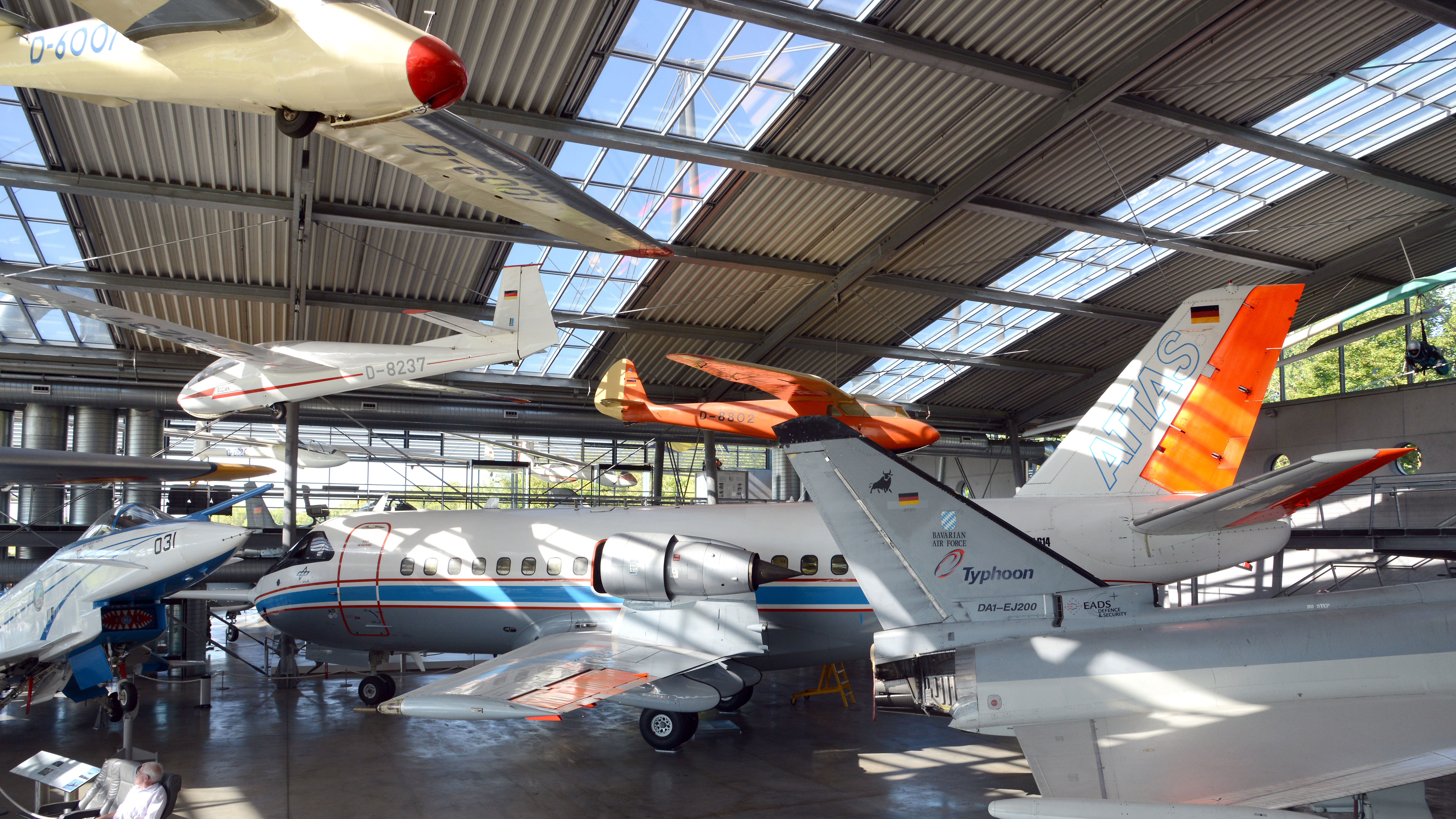
در Flugwerft Schleißheim

داده‌ها از The Observer's Book of Aircraft, 1976. Flight International
ویژگی‌های عمومی
- خدمه: ۲
- ظرفیت: ۴۰ تا ۴۴ مسافر
- طول: ۲۰٫۶ متر (۶۷ فوت ۷ اینچ)
- پهنای بال: ۲۱٫۵ متر (۷۰ فوت ۶ اینچ)
- ارتفاع: ۷٫۸۲ متر (۲۵ فوت ۸ اینچ)
- مساحت بال‌ها: ۶۴ متر مربع (۶۹۰ فوت مربع)
- ایرفویل: انتها: NACA 63A015; نوک: NACA 65A012[۷]
- وزن خالی: ۱۲٬۱۷۹ کیلوگرم (۲۶٬۸۵۰ پوند)
- بیشترین وزن برخاست: ۱۹٬۹۵۸ کیلوگرم (۴۴٬۰۰۰ پوند)
- پیشرانه: ۲ عدد موتور توربوفن رولز-رویس/سنکما ام۴۵اچ, ۳۳٫۲ کیلونیوتن (۷٬۵۰۰ پوند-نیرو) thrust  در هر موتور

عملکرد
- حداکثر سرعت: ۷۰۴ کیلومتر بر ساعت (۴۳۷ مایل بر ساعت، ۳۸۰ گره)
- بُرد: ۱٬۱۹۵ کیلومتر (۷۴۳ مایل، ۶۴۵ مایل دریایی) با ۴۰ مسافر
- حداکثر ارتفاع: ۷٬۶۲۰ متر (۲۵٬۰۰۰ فوت)
- نرخ صعود: ۱۵٫۷۵ متر بر ثانیه (۳٬۱۰۰ فوت بر دقیقه)